# Căscioarele (Călărași)
Căscioarele is een gemeente in het Roemeense district Călărași en ligt in de regio Muntenië in het zuidoosten van Roemenië. De gemeente telt 2161 inwoners (2002).

## Geografie
De oppervlakte van de gemeente bedraagt 26,06 km².

## Demografie
In 2002 had de gemeente 2161 inwoners. Volgens berekeningen van World Gazetteer telt Căscioarele in 2007 ongeveer 2112 inwoners. De beroepsbevolking is 235. Er bevinden zich 793 huizen in de gemeente.

## Politiek
De burgemeester van Căscioarele is Gheorghe Cucută. Zijn viceburgemeester is Nicolae Străescu, secretaris is Dumitru Chirita.

## Onderwijs
Er zijn een kinderdagverblijf en een school in de gemeente.

## Toerisme
Toeristische attracties in de gemeente is het Mănăstirea Catalui (Cataluiklooster) en het Insula Ostrovel (Ostroveleiland).
Alexandru Odobescu · Belciugatele · Borcea · Căscioarele · Chirnogi · Chiselet · Ciocănești · Curcani · Cuza Vodă · Dichiseni · Dor Mărunt · Dorobanțu · Dragalina · Dragoș Vodă · Frăsinet · Frumușani · Fundeni · Grădiştea · Gurbănești · Ileana · Independenţa · Jegălia · Lehliu · Luica · Lupșanu · Mânăstirea · Mitreni · Modelu · Nana · Nicolae Bălcescu · Perișoru · Plătărești · Radovanu · Roseți · Sărulești · Sohatu · Șoldanu · Spanțov · Ștefan cel Mare · Ștefan Vodă · Tămădău Mare · Ulmeni · Ulmu · Unirea · Vâlcelele · Valea Argovei · Vasilați · Vlad Țepeș